# Taça dos Clubes Campeões Europeus de 1970–71
A Taça dos Campeões Europeus 1970–71 foi a décima sexta edição da Taça dos Campeões Europeus. O campeonato foi ganho pelo Ajax na final contra o Panathinaikos. Foi a primeira vez que o Ajax ganhou a competição e o segundo campeonato consecutivo para a Holanda. 
A UEFA usou pela primeira vez a disputa de pênaltis como forma de decidir eliminatórias empatadas, assim acabando com o cara-ou-coroa. Eles também decidiram que a regra de gols fora deveria se aplicar a todas as rodadas e não apenas as duas primeiras, como foi anteriormente.
O Feyenoord, campeão da última temporada, foi eliminado pelo clube romeno UTA Arad na primeira rodada.
Esta temporada marcou a primeira vez na história que o Real Madrid não conseguiu se qualificar para o torneio, tendo jogado nas 15 edições anteriores. Foi também a primeira vez que uma equipe grega alcançou a final.

## Fase preliminar
| Equipe 1       | Total | Equipe 2      | 1.º jogo | 2.º jogo |
| -------------- | ----- | ------------- | -------- | -------- |
| Levski-Spartak | 3–4   | Áustria Viena | 3–1      | 0–3      |

## Primeira fase
| Equipe 1          | Total | Equipe 2                     | 1.º jogo | 2.º jogo |
| ----------------- | ----- | ---------------------------- | -------- | -------- |
| Cagliari          | 3–1   | Saint-Étienne                | 3–0      | 0–1      |
| Atlético Madrid   | 4–1   | Austria Viena                | 2–0      | 2–1      |
| Rosenborg         | 0–7   | Standard Liège               | 0–2      | 0–5      |
| Gothenburg        | 1–6   | Legia Warsaw                 | 0–4      | 1–2      |
| 17 Nëntori Tirana | 2–4   | Ajax                         | 2–2      | 0–2      |
| Spartak Moscou    | 4–4¹  | Basel                        | 3–2      | 1–2      |
| Glentoran         | 1–4   | Waterford United             | 1–3      | 0–1      |
| Celtic            | 14–0  | KPV                          | 9–0      | 5–0      |
| Fenerbahçe        | 0–5   | Carl Zeiss Jena              | 0–4      | 0–1      |
| Sporting          | 9–0   | Floriana                     | 5–0      | 4–0      |
| Újpesti Dózsa     | 2–4   | Estrela Vermelha de Belgrado | 2–0      | 0–4      |
| Feyenoord         | 1–1²  | Arad                         | 1–1      | 0–0      |
| EPA Larnaca       | 0–16  | Borussia Mönchengladbach     | 0–6      | 0–10     |
| Everton           | 9–2   | Keflavík                     | 6–2      | 3–0      |
| Jeunesse Esch     | 1–7   | Panathinaikos                | 1–2      | 0–5      |
| Slovan Bratislava | 4–3   | Boldklubben 1903             | 2–1      | 2–2      |

¹ Basel venceu no número de gols fora de casa.
² Arad venceu no número de gols fora de casa.

### Esquema
| Dezesseis-avos      | Dezesseis-avos | Dezesseis-avos | Dezesseis-avos |  |                    | Oitavos-de-final    | Oitavos-de-final | Oitavos-de-final | Oitavos-de-final |  |  | Quartos-de-final        | Quartos-de-final | Quartos-de-final | Quartos-de-final |  |  | Meias-finais       | Meias-finais | Meias-finais | Meias-finais |  |  | Final         | Final |
|                     |                |                |                |  |                    |                     |                  |                  |                  |  |  |                         |                  |                  |                  |  |  |                    |              |              |              |  |  |               |       |
| Cagliari            | 3              | 0              | 3              |  |                    |                     |                  |                  |                  |  |  |                         |                  |                  |                  |  |  |                    |              |              |              |  |  |               |       |
| Saint-Étienne       | 0              | 1              | 1              |  |                    | Cagliari            | 2                | 0                | 2                |  |  |                         |                  |                  |                  |  |  |                    |              |              |              |  |  |               |       |
| Atlético de Madrid  | 3              | 1              | 4              |  | Atlético de Madrid | 1                   | 3                | 4                |                  |  |  |                         |                  |                  |                  |  |  |                    |              |              |              |  |  |               |       |
| Áustria Viena       | 0              | 1              | 1              |  |                    |                     |                  |                  |                  |  |  | Atlético de Madrid (gf) | 1                | 1                | 2                |  |  |                    |              |              |              |  |  |               |       |
| Rosenborg           | 0              | 0              | 0              |  |                    |                     |                  |                  |                  |  |  | Legia Varsóvia          | 0                | 2                | 2                |  |  |                    |              |              |              |  |  |               |       |
| Standard de Liège   | 2              | 5              | 7              |  |                    | Standard de Liège   | 1                | 0                | 1                |  |  |                         |                  |                  |                  |  |  |                    |              |              |              |  |  |               |       |
| IFK Göteborg        | 0              | 1              | 1              |  | Legia Varsóvia     | 0                   | 2                | 2                |                  |  |  |                         |                  |                  |                  |  |  |                    |              |              |              |  |  |               |       |
| Legia Varsóvia      | 4              | 2              | 6              |  |                    |                     |                  |                  |                  |  |  |                         |                  |                  |                  |  |  | Atlético de Madrid | 1            | 0            | 1            |  |  |               |       |
| 17 Nëntori          | 2              | 0              | 2              |  |                    |                     |                  |                  |                  |  |  |                         |                  |                  |                  |  |  | Ajax               | 0            | 3            | 3            |  |  |               |       |
| Ajax                | 2              | 2              | 4              |  |                    | Ajax                | 3                | 2                | 5                |  |  |                         |                  |                  |                  |  |  |                    |              |              |              |  |  |               |       |
| Spartak Moscovo     | 3              | 1              | 4              |  | FC Basel           | 0                   | 1                | 1                |                  |  |  |                         |                  |                  |                  |  |  |                    |              |              |              |  |  |               |       |
| FC Basel (gf)       | 2              | 2              | 4              |  |                    |                     |                  |                  |                  |  |  | Ajax                    | 3                | 0                | 3                |  |  |                    |              |              |              |  |  |               |       |
| Glentoran FC        | 1              | 0              | 1              |  |                    |                     |                  |                  |                  |  |  | Celtic Glasgow          | 0                | 1                | 1                |  |  |                    |              |              |              |  |  |               |       |
| Waterford United    | 3              | 1              | 4              |  |                    | Waterford United    | 0                | 2                | 2                |  |  |                         |                  |                  |                  |  |  |                    |              |              |              |  |  |               |       |
| Celtic Glasgow      | 9              | 5              | 14             |  | Celtic Glasgow     | 7                   | 3                | 10               |                  |  |  |                         |                  |                  |                  |  |  |                    |              |              |              |  |  |               |       |
| KPV                 | 0              | 0              | 0              |  |                    |                     |                  |                  |                  |  |  |                         |                  |                  |                  |  |  |                    |              |              |              |  |  | Ajax          | 2     |
| Fenerbahçe          | 0              | 0              | 0              |  |                    |                     |                  |                  |                  |  |  |                         |                  |                  |                  |  |  |                    |              |              |              |  |  | Panathinaikos | 0     |
| Carl Zeiss Jena     | 4              | 1              | 5              |  |                    | Carl Zeiss Jena     | 2                | 2                | 4                |  |  |                         |                  |                  |                  |  |  |                    |              |              |              |  |  |               |       |
| Sporting            | 5              | 4              | 9              |  | Sporting           | 1                   | 1                | 2                |                  |  |  |                         |                  |                  |                  |  |  |                    |              |              |              |  |  |               |       |
| Floriana FC         | 0              | 0              | 0              |  |                    |                     |                  |                  |                  |  |  | Carl Zeiss Jena         | 3                | 0                | 3                |  |  |                    |              |              |              |  |  |               |       |
| Újpesti Dózsa       | 2              | 0              | 2              |  |                    |                     |                  |                  |                  |  |  | Estrela Vermelha        | 2                | 4                | 6                |  |  |                    |              |              |              |  |  |               |       |
| Estrela Vermelha    | 0              | 4              | 4              |  |                    | Estrela Vermelha    | 3                | 3                | 6                |  |  |                         |                  |                  |                  |  |  |                    |              |              |              |  |  |               |       |
| Feyenoord           | 1              | 0              | 1              |  | FC UTA Arad        | 0                   | 1                | 1                |                  |  |  |                         |                  |                  |                  |  |  |                    |              |              |              |  |  |               |       |
| FC UTA Arad (gf)    | 1              | 0              | 1              |  |                    |                     |                  |                  |                  |  |  |                         |                  |                  |                  |  |  | Estrela Vermelha   | 4            | 0            | 4            |  |  |               |       |
| EPA Larnaca         | 0              | 0              | 0              |  |                    |                     |                  |                  |                  |  |  |                         |                  |                  |                  |  |  | Panathinaikos (gf) | 1            | 3            | 4            |  |  |               |       |
| Borussia M'gladbach | 6              | 10             | 16             |  |                    | Borussia M'gladbach | 1                | 1                | 2 (3)            |  |  |                         |                  |                  |                  |  |  |                    |              |              |              |  |  |               |       |
| Everton             | 6              | 3              | 9              |  | Everton (gp)       | 1                   | 1                | 2 (4)            |                  |  |  |                         |                  |                  |                  |  |  |                    |              |              |              |  |  |               |       |
| Keflavík            | 2              | 0              | 2              |  |                    |                     |                  |                  |                  |  |  | Everton                 | 1                | 0                | 1                |  |  |                    |              |              |              |  |  |               |       |
| Jeunesse Esch       | 1              | 0              | 1              |  |                    |                     |                  |                  |                  |  |  | Panathinaikos (gf)      | 1                | 0                | 1                |  |  |                    |              |              |              |  |  |               |       |
| Panathinaikos       | 2              | 5              | 7              |  |                    | Panathinaikos       | 3                | 1                | 4                |  |  |                         |                  |                  |                  |  |  |                    |              |              |              |  |  |               |       |
| Slovan Bratislava   | 2              | 2              | 4              |  | Slovan Bratislava  | 0                   | 2                | 2                |                  |  |  |                         |                  |                  |                  |  |  |                    |              |              |              |  |  |               |       |
| Boldklubben 1903    | 1              | 2              | 3              |  |                    |                     |                  |                  |                  |  |  |                         |                  |                  |                  |  |  |                    |              |              |              |  |  |               |       |

## Segunda fase
| Equipe 1                 | Total | Equipe 2          | 1.º jogo | 2.º jogo |
| ------------------------ | ----- | ----------------- | -------- | -------- |
| Cagliari                 | 2–4   | Atlético Madrid   | 2–1      | 0–3      |
| Standard de Liège        | 1–2   | Legia Warsaw      | 1–0      | 0–2      |
| Ajax                     | 5–1   | Basel             | 3–0      | 2–1      |
| Waterford United         | 2–10  | Celtic            | 0–7      | 2–3      |
| Carl Zeiss Jena          | 4–2   | Sporting          | 2–1      | 2–1      |
| Estrela Vermelha         | 6–1   | Arad              | 3–0      | 3–1      |
| Borussia Mönchengladbach | 2–2¹  | Everton           | 1–1      | 1–1      |
| Panathinaikos            | 4–2   | Slovan Bratislava | 3–0      | 1–2      |

¹ Everton venceu nas cobranças de pênalti.

## Quartas de final
| Equipe 1        | Total | Equipe 2         | 1.º jogo | 2.º jogo |
| --------------- | ----- | ---------------- | -------- | -------- |
| Atlético Madrid | 2–2¹  | Legia Warsaw     | 1–0      | 1–2      |
| Ajax            | 3–1   | Celtic           | 3–0      | 0–1      |
| Carl Zeiss Jena | 3–6   | Estrela Vermelha | 3–2      | 0–4      |
| Everton         | 1–1²  | Panathinaikos    | 1–1      | 0–0      |

¹ Atlético Madrid venceu no número de gols fora de casa.
² Panathinaikos venceu no número de gols fora de casa.

### Jogos de Ida
| 10 de Março de 1971 | Atlético de Madrid | 1 – 0  | Légia Varsóvia |  |
|                     | Adelardo 22'       | Report |                |  |

| 10 de Março de 1971 | Ajax                                   | 3 – 0  | Celtic |  |
|                     | Cruyff 63' · Hulshoff 70' · Keizer 89' | Report |        |  |

| 10 de Março de 1971 | Carl Zeiss Jena               | 3 – 2  | Estrela Vermelha          |  |
|                     | Strempel 16' · Ducke 21', 86' | Report | Janković 42' · Džajić 58' |  |

| 9 de Março de 1971 | Everton     | 1 – 1  | Panathinaikos  |  |
|                    | Johnson 90' | Report | Antoniadis 81' |  |

### Jogos de Volta
| 24 de Março de 1971 | Légia Varsóvia               | 2 – 1  | Atlético de Madrid |  |
|                     | Pieszko 25' · Stachurski 54' | Report | Salcedo 11'        |  |

Atlético Madrid 2-2 Legia Warszawa no agregado. Atlético Madrid ganhou pelos gols fora de casa.
| 24 de Março de 1971 | Celtic        | 1 – 0  | Ajax |  |
|                     | Johnstone 27' | Report |      |  |

O Ajax ganhou por 3-1 no total
| 24 de Março de 1971 | Estrela Vermelha                                            | 4 – 0  | Carl Zeiss Jena |  |
|                     | Đorić 15' (pen.) · Filipović 30' · Ostojić 60' · Karasi 70' | Report |                 |  |

O Estrela Vermelha ganhou por 6-3 no agregado.
| 24 de Março de 1971 | Panathinaikos | 0 – 0  | Everton |  |
|                     |               | Report |         |  |

Everton 1-1 Panathinaikos no agregado. Panathinaikos ganhou pelos gols fora.

## Semifinal
| Equipe 1         | Total | Equipe 2      | 1.º jogo | 2.º jogo |
| ---------------- | ----- | ------------- | -------- | -------- |
| Atlético Madrid  | 1–3   | Ajax          | 1–0      | 0–3      |
| Estrela Vermelha | 4–4¹  | Panathinaikos | 4–1      | 0–3      |

¹ Panathinaikos venceu no número de gols fora de casa.

### Jogos de Ida
| 14 de Abril de 1971 | Atlético Madrid | 1 – 0  | Ajax |  |
|                     | Irureta 44'     | Report |      |  |

| 14 de Abril de 1971 | Estrela Vermelha                     | 4 – 1  | Panathinaikos |  |
|                     | Ostojić 14', 46', 69' · Janković 40' | Report | Kamaras 56'   |  |

### Jogos de Volta
| 28 de Abril de 1971 | Ajax                                    | 3 – 0  | Atlético Madrid |  |
|                     | Keizer 8' · Suurbier 80' · Neeskens 85' | Report |                 |  |

O Ajax ganhou por 3-1 no total.
| 28 de Abril de 1971 | Panathinaikos                    | 3 – 0  | Estrela Vermelha |  |
|                     | Antoniadis 2', 55' · Kamaras 64' | Report |                  |  |

Estrela Vermelha 4-4 Panathinaikos no agregado. Panathinaikos ganhou por gols fora.

## Final
| 2 de junho de 1971 | Ajax                 | 2–0 | Panathinaikos | Wembley, Londres                                  |
|                    | van Dijk 5' Haan 87' |     |               | Público: 90,000 Árbitro: Jack Taylor (Inglaterra) |

| Taça dos Campeões Europeus 1970-71 |
| Países Baixos                      |
| ---------------------------------- |
| Ajax (1º título)                   |

## Artilheiros

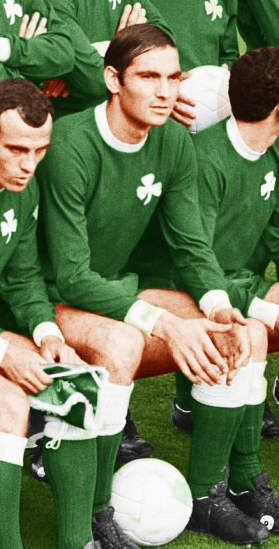
Antonis Antoniadis fez 10 gols e ajudou o Panathinaikos a chegar a final.

| Ranking | Nome               | Time                     | Gols |
| ------- | ------------------ | ------------------------ | ---- |
| 1       | Antonis Antoniadis | Panathinaikos            | 10   |
| 2       | Luis Aragonés      | Atlético de Madrid       | 6    |
| 2       | Zoran Filipović    | Estrela Vermelha         | 6    |
| 2       | Stevan Ostojić     | Estrela Vermelha         | 6    |
| 3       | Peter Ducke        | Carl Zeiss Jena          | 5    |
| 3       | Herbert Laumen     | Borussia Mönchengladbach | 5    |
| 3       | William Wallace    | Celtic                   | 5    |